# بطولة العالم للكرة الطائرة ناشئين 2001
أقيمت بطولة العالم تحت 19 عام لكرة الطائرة للناشئين تحت 19 عام 2001 من 22 إلى 30 سبتمبر في العاصمة المصرية القاهرة. 

## الترتيب النهائي
| مركز   | فريق           |
| ------ | -------------- |
| الأول  | البرازيل       |
| الثاني | إيران          |
| الثالث | روسيا          |
| 4      | مصر            |
| 5      | بولندا         |
| 6      | كوريا الجنوبية |
| 7      | فرنسا          |
| 8      | تونس           |
| 9      | الأرجنتين      |
| 9      | تايبيه الصينية |
| 9      | جمهورية التشيك |
| 9      | فنزويلا        |
| 13     | إيطاليا        |
| 13     | المكسيك        |
| 13     | سلوفاكيا       |
| 13     | السودان        |

| بطل العالم للكرة الطائرة ناشئين 2001 |
| ------------------------------------ |
| · البرازيل · للمرة الخامسة           |